# Indian Reorganization Act
A Indian Reorganization Act (IRA, em português Lei de Reorganização Indígena) de 18 de junho de 1934, ou Wheeler-Howard Act, foi uma legislação federal dos Estados Unidos que tratava do status dos povos nativos dos Estados Unidos. Foi a peça central do que tem sido frequentemente chamado de "New Deal Indígena". O objetivo principal era reverter o objetivo tradicional de assimilação cultural dos nativos norte-americanos [en]  na sociedade americana e fortalecer, encorajar e perpetuar as tribos e suas culturas históricas nativas nos Estados Unidos [en].
A Lei também restituiu aos índios a gestão de seus bens - direitos sobre terras e minerais—e incluiu disposições destinadas a criar uma base econômica sólida para os residentes das reservas indígenas. A lei não se aplicava aos territórios—incluindo o que se tornaria o estado do Havaí e o estado do Alasca—nem se aplicavam ao estado de Oklahoma,  que até caso McGirt [en] foi considerado como tendo dissolvido suas reservas. Em 1936, no entanto, os direitos dos povos indígenas do Alasca e de Oklahoma foram reconhecidos por uma lei posterior.  O censo contou 332 000 indígenas em 1930 e 334 000 em 1940, incluindo aqueles dentro e fora das reservas.  O gasto total dos Estados Unidos com os índios foi em média de $ 38 milhões por ano no final da década de 1920, caindo para um mínimo histórico de $ 23 milhões em 1933 e atingindo $ 38 milhões em 1940.
O IRA foi a iniciativa mais significativa de John Collier, que foi Comissário do Gabinete de Assuntos Indígenas (BIA) do presidente Franklin D. Roosevelt de 1933 a 1945. Ele estudou por muito tempo as questões indígenas e trabalhou pela mudança desde a década de 1920, particularmente com a American Indian Defense Association . Ele pretendia reverter as políticas assimilacionistas que resultaram em danos consideráveis às culturas dos índios americanos e fornecer um meio para os índios americanos restabelecerem a soberania e o autogoverno, reduzir as perdas de terras de reserva e construir autogestão econômica. suficiência. Ele acreditava que a cultura tradicional indiana era superior à da América moderna e a considerava digna de ser emulada. Suas propostas foram consideradas altamente controversas, já que numerosos interesses poderosos lucraram com a venda e gestão de terras indígenas. O Congresso revisou as propostas de Collier e preservou a supervisão das tribos e reservas pelo Gabinete de Assuntos Indígenas do Departamento do Interior.
As disposições de autogoverno entrariam automaticamente em vigor para uma tribo, a menos que uma clara maioria dos índios elegíveis votasse contra. Quando aprovado, uma tribo adotaria uma variação do modelo de constituição elaborado pelos advogados do BIA.

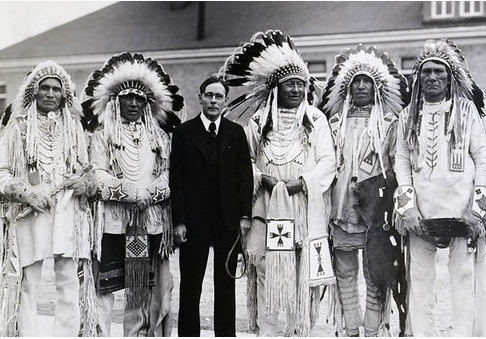
Collier em uma reunião de 1934 com os chefes indígenas Blackfoot de Dakota do Sul para discutir a Lei Wheeler-Howard.

## Implementação e resultados

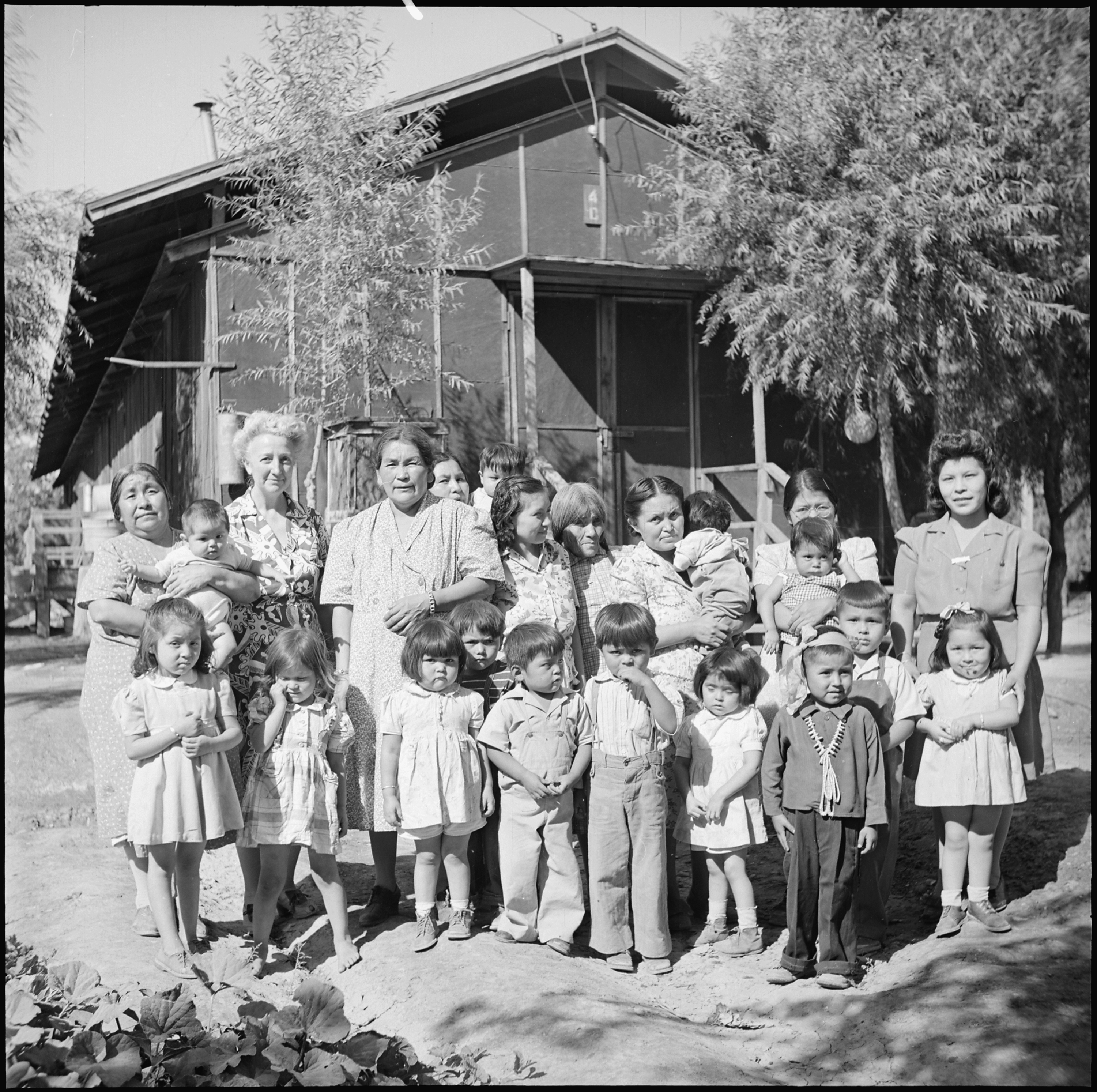
Grupo de realocação de famílias Hopi em antigos campos de concentração nipo-americanos (1945), Poston, Arizona.

A lei retardou a prática de atribuir terras tribais comunais a membros tribais individuais. Ele não restaurou para os índios terras que já haviam sido patenteadas para indivíduos, mas muitas terras na época ainda não foram distribuídas ou foram atribuídas a um indivíduo, mas ainda mantidas em nome desse indivíduo pelo governo dos Estados Unidos. Como a Lei não perturbou a propriedade privada existente de terras de reservas indígenas, deixou as reservas como um tabuleiro de xadrez de terras tribais ou individuais e terras pagas, o que continua sendo o caso hoje.
No entanto, a Lei também permitiu que os EUA comprassem parte da terra paga e restaurassem o status de confiança tribal. Devido à Lei e outras ações dos tribunais federais e do governo, mais de dois milhões de acres (8 000 km²) de terra foram devolvidos a várias tribos nos primeiros 20 anos após a passagem.
Em 1954, o Departamento do Interior dos Estados Unidos (DOI) começou a implementar as fases de rescisão e realocação da Lei, que haviam sido adicionadas pelo Congresso. Essas provisões resultaram do contínuo interesse de alguns membros do Congresso em que os índios americanos fossem assimilados à sociedade majoritária. Entre outros efeitos, a rescisão resultou no desmantelamento legal de 61 nações tribais nos Estados Unidos e no fim de suas relações reconhecidas com o governo federal. Isso também acabou com a elegibilidade das nações tribais e seus membros para vários programas governamentais para ajudar os índios americanos.

## Legado
Os historiadores têm reações mistas ao New Deal indiano. Muitos elogiam a energia e iniciativa de Collier. Philp elogiou o New Deal Indiano de Collier por proteger a liberdade indígena de se envolver em práticas religiosas tradicionais, obtendo dinheiro adicional para reservas, fornecendo uma estrutura para autogoverno e contando com a ajuda de antropólogos que respeitavam as culturas tradicionais. No entanto, ele conclui que o New Deal indiano não foi capaz de estimular o progresso econômico nem forneceu uma estrutura utilizável para a política indiana. Philp argumenta que essas falhas deram munição para o retorno à política anterior de rescisão que ocorreu após a renúncia de Collier em 1945. Ao pesquisar a literatura acadêmica, Schwartz conclui que existe:
um quase consenso entre os historiadores do New Deal indiano de que Collier resgatou temporariamente as comunidades indígenas dos abusos federais e ajudou os indígenas a sobreviver à Depressão, mas também prejudicou as comunidades indígenas ao impor suas próprias ideias sociais e políticas sobre elas.